# Sent Bibian de Montsegur
Sent Vivian de Montsegur (en francès Saint-Vivien-de-Monségur) és un municipi francès situat al departament de la Gironda i a la regió de la Nova Aquitània.

## Demografia
| 1962                                       | 1968 | 1975 | 1982 | 1990 | 1999 | 2007 |
| ------------------------------------------ | ---- | ---- | ---- | ---- | ---- | ---- |
| 424                                        | 453  | 359  | 321  | 360  | 370  | 378  |
| Des de 1962: població sense dobles comptes |      |      |      |      |      |      |

## Administració
| Període | Identitat     | Partit |
| ------- | ------------- | ------ |
| 2001-   | Laurent Cadic |        |